# Савіо
Савіо (порт. Sávio, нар. 9 січня 1974, Віла-Велья) — колишній бразильський футболіст, що грав на позиції півзахисника.
Велику частину кар'єри провів у бразильських та іспанських клубах. На батьківщині грав за «Фламенгу» та «Деспортіва Капішаба». В Іспанії виступав за «Реал Мадрид», «Реал Сарагоса», «Реал Сосьєдад» і «Леванте». Також виступав за французький «Бордо» та кіпрський «Анортосіс».
Чемпіон та володар Кубка Бразилії. Чемпіон та володар Кубка Іспанії. Триразовий переможець Ліги чемпіонів, володар Суперкубка УЄФА та Міжконтинентального Кубка у складі мадридського «Реала». Колишній гравець збірної Бразилії. Срібний призер Кубка Америки 1995 і бронзовий призер Олімпіади 1996 в її складі.

## Біографія
Савіо Бортоліні Піментел народився в місті Віла-Велья, розташованому в бразильському штаті Еспіріту-Санту. Почав свою кар'єру в дитячому клубі «Флуміненсінью», організованому його батьком Абімаром Бортоліні, який був шанувальником «Флуміненсе». У 14 років Савіо вирішив стати професійним футболістом, причому бажав в майбутньому виступати за «Фламенгу». Його мати Ровена Піментел не була ні на одній грі сина, оскільки не хотіла бачити, як хтось може покалічити її сина. Вона залишалася вдома та молилася Богу, щоб її син залишився здоровим.

### «Фламенгу»
Шлях у «Фламенгу» лежав через місцевий клуб штату Еспіріту-Санту — «Деспортіва Капішаба», чиї селекціонери помітили молодого футболіста. А вже там на нього звернули увагу представники «Фламенгу». Юний Савіо, не роздумуючи, прийняв пропозицію клубу з Ріо-де-Жанейро. У новому клубі Савіо провів десять років. Перші п'ять років він разом з іншими молодими футболістами жив у гуртожитку «Фламенгу». Чотири перші сезону Савіо провів у другій команді «Фламенгу», за яку відіграв 119 матчів та забив 54 м'ячі, і його гра настільки вразила тренерський штаб першої команди, що 1992 року 18-річний півзахисник дебютував у тріумфальному для «червоно-чорних» чемпіонаті Бразилії 1992 року. Хоча сезон «Фламенгу» почав не вражаюче, але поступово команда, набравшись сил, завоювала п'ятий чемпіонський титул, обігравши в фінальному матчі «Ботафогу» (3:0 і 2:2).
Незабаром після того, як Савіо залучили до тренувань основного складу, його знову повернули в другу команду, щоб він набрався сил і досвіду, достатніх для виступу за основну команду. Чотири місяці тренувань з основною командою, з такими гравцями, як Зіньйо та Леовежильдо Жуніор, не пройшли дарма, ставши додатковим стимулом до професійного зростання Савіо.
Коли через кілька місяців команду прийняв тезка легендарного форварда Жуніор, він знову повернув Савіо в першу команду і став потроху допускати його до основи. Коли «Фламенгу» грав на виїзді з «Сан-Паулу» та після першого тайму програвав 0:2, в перерві Жуніор підійшов та просто сказав йому: «Готуйся грати». Савіо вийшов та повністю відіграв другий тайм; його команда поступилася, але головне, що Савіо поступово набував досвіду гри на вищому рівні, він все частіше з'являвся в основі, уболівальники стали звертати на нього увагу; незабаром Савіо провів своє перше дербі проти «Флуміненсе». Бразильська преса порівнювала показаний відмінний футбол Савіо з легендарним Зіку, але Савіо зізнався, що, хоча йому дуже лестить порівняння з його кумиром, але вважає, що він його не гідний. Зіко — єдиний та неповторний, тому нерозумно порівнювати його з ким-небудь.
За шість сезонів в «Фламенгу» з урахуванням всіх турнірів Савіо провів 248 матчів та забив 95 голів, своєю грою за клуб Савіо домігся поваги з боку шанувальників «Фламенгу». Єдине, що засмучувало Савіо — те, що 1995 року в рік сторіччя клубу команда нічого не виграла, навіть незважаючи на те, що в складі «Фламенгу» були такі зірки, як Ромаріу та Едмундо. 1996 року після виступу Савіо за збірну Бразилії на літніх Олімпійських іграх, що проходили в американській Атланті, багато провідних європейських клубів звернули увагу на молодого гравця.
| Статистика виступів за «Фламенгу» | Статистика виступів за «Фламенгу» | Статистика виступів за «Фламенгу» | Статистика виступів за «Фламенгу» | Статистика виступів за «Фламенгу» | Статистика виступів за «Фламенгу» |
| --------------------------------- | --------------------------------- | --------------------------------- | --------------------------------- | --------------------------------- | --------------------------------- |
| Сезон                             | Чемпіонат Бразилії Матчі/Голи     | Кубок Бразилії Матчі/Голи         | Ліга Каріока Матчі/Голи           | Всього Матчі/Голи                 |                                   |
| 1992                              | 3/2                               | 0/0                               | 0/0                               | 3/2                               |                                   |
| 1993                              | 8/2                               | 0/0                               | 0/0                               | 8/2                               |                                   |
| 1994                              | 21/9                              | ?/?                               | ?/?                               | 60/16                             |                                   |
| 1995                              | 16/3                              | ?/?                               | ?/?                               | 70/24                             |                                   |
| 1996                              | 11/1                              | ?/?                               | ?/?                               | 41/22                             |                                   |
| 1997                              | 24/7                              | ?/?                               | ?/?                               | 66/29                             |                                   |
| Разом                             | 83/24                             | ?/?                               | ?/?                               | 248/95                            |                                   |

### «Реал Мадрид»
1997 року Савіо Бортоліні підписав контракт з іспанським «Реалом» з Мадрида. Бразилець прибув до Іспанії 28 грудня 1997 року разом з дружиною, сином Брено та матір'ю дружини. Дебют Савіо в складі мадридського «Реала» відбувся 3 січня 1998 року в матчі проти «Бетіса», що завершився поразкою «Реала» з рахунком 3:2, Савіо в тому матчі провів на полі 74 хвилини, після чого був замінений на Гуті. Через півроку Савіо став свідком історичної події для клубу — мадридський «Реал» після 32-річної перерви повернув собі звання найкращого клубу Європи. 20 травня 1998 року в фіналі Ліги чемпіонів сезону 1997/98 мадридський «Реал» зустрівся на «Амстердам Арені» з італійським «Ювентусом». Завдяки єдиному м'ячу Предрага Міятовича підопічні німецького тренера «Реала» Юппа Гайнкеса стали переможцями Ліги чемпіонів. У фінальному матчі Савіо участь не брав. В чемпіонаті Іспанії сезону 1997/98 Савіо забив 3 м'ячі в 12 матчах. Йому вдалося не загубитися серед інших футболістів королівського клубу, і незабаром він закріпився в основному складі.
На початку сезону 1998/99 Савіо став володарем Міжконтинентального кубка, в фіналі якого «Реал» обіграв бразильський «Васко да Гама» з рахунком 2:1, Савіо провів на полі всі 90 хвилин. В чемпіонаті Іспанії сезону 1998/99 Савіо забив 6 м'ячів в 34 матчах, а його клуб зайняв друге місце, поступившись чемпіонством «Барселоні», яку на той момент тренував Луї ван Гал.
Єврокубковий сезон також був не дуже вдалим для Савіо і його клубу. «Реал» покинув Лігу Чемпіонів 1998/99 на стадії чвертьфіналу, де поступився київському «Динамо» (1:1; 0:2). До цього матчу, в груповому турнірі, «Реал» зустрічався з італійським «Інтером», австрійським «Штурмом» та російським «Спартаком». У першому турі «Реал» на стадіоні «Рамон Санчес Пісхуан» в Севільї обіграв «Інтер» з рахунком 2:0, Савіо відмінно відіграв той матч, створював моменти, небезпечно бив по воротах. Саме Савіо заробив пенальті, який реалізував Фернандо Єрро, другий м'яч за «Реал» забив Кларенс Зедорф.
Після домашньої перемоги «Реал» на виїзді поступився московському «Спартаку». Потім «Реал» двічі розгромив «Штурм» — 6:1 на «Сантьяго Бернабеу» і 5:1 на стадіоні ім. Шварценеггера. Два з 11 м'ячів «Реала» було на рахунку Савіо. Потім «Реал» зазнав поразки на виїзді від «Інтера» 1:3. В останньому турі королівський клуб за активною участю Савіо, який забив з передачі Міятовича гол головою, легко взяв три очки в домашньому матчі з московським «Спартаком». «Реал» набрав 12 очок і вийшов в 1/4 фіналу як найкраща з команд, що зайняли друге місце. Цим же правилом скористався і майбутній тріумфатор того розіграшу Ліги чемпіонів англійський «Манчестер Юнайтед», який фінішував у групі «D» з 10 очками, позаду мюнхенської «Баварії».
У чвертьфіналі королівський клуб очікувала зустріч з київським «Динамо». На «Сантьяго Бернабеу» Савіо вийшов на заміну через три хвилини після гола Андрія Шевченка. Бразильцеві знадобився деякий час, щоб увійти в гру. Швидкий Савіо, що зайняв позицію на лівому фланзі, доставив багато неприємностей захисникам «Динамо», яким дуже часто доводилося порушувати правила, щоб зупинити 11 номера «Реала». Через кілька хвилин після виходу Савіо рахунок зрівняв його партнер по атаці Міятович. У матчі-відповіді Савіо участі не брав, «Реал» зазнав поразки 0:2.
У розіграші Ліги чемпіонів 1999/2000 «Реал» знову зустрівся з киянами. Успішно подолавши перший груповий етап (Савіо забив три голи — два у ворота «Молде» і один «Олімпіакосу») Ліги чемпіонів, в другому «Реал» потрапив в одну групу з «Динамо». В київському матчі на засніженому стадіоні «Олімпійський» «Реал» обіграв «Динамо» 2:1. Савіо відзначився гольовим пасом, легко обігравши на лівому фланзі захисника Раміза Мамедова, поборовшись з Андрієм Гусіним і віддавши трохи назад на Рауля, який з 22-х метрів забив гол.
У весняному матчі на «Сантьяго Бернабеу» Савіо проти «Динамо» не вийшов. Він ще наприкінці січня в перенесеному матчі 18-о туру з «Бетісом» отримав серйозну травму (правий півзахисник севільців Хорхе Отеро прямою ногою вдарив його в коліно) та надовго вибув з ладу. Відсутність через травму не могла не позначитися на грі Савіо. З часом в «Реалі» у Вісенте дель Боске для бразильця все рідше стало знаходитися місце в основі. Головний тренер став більше довіряти купленому у «Атлетіко» аргентинцю Сантьяго Соларі. Поступово Савіо випав з ігрової схеми команди і був відданий в оренду французькому «Бордо».
| Статистика виступів за «Реал Мадрид» | Статистика виступів за «Реал Мадрид» | Статистика виступів за «Реал Мадрид» | Статистика виступів за «Реал Мадрид» | Статистика виступів за «Реал Мадрид» | Статистика виступів за «Реал Мадрид» |
| ------------------------------------ | ------------------------------------ | ------------------------------------ | ------------------------------------ | ------------------------------------ | ------------------------------------ |
| Сезон                                | Чемпіонат Іспанії Матчі/Голи         | Кубок Іспанії Матчі/Голи             | Ліга чемпіонів Матчі/Голи            | Всього Матчі/Голи                    |                                      |
| 1997/1998                            | 12/3                                 | 2/0                                  | 1/0                                  | 15/3                                 |                                      |
| 1998/1999                            | 34/6                                 | 7/3                                  | 6/1                                  | 47/10                                |                                      |
| 1999/2000                            | 25/4                                 | 11/5                                 | 2/0                                  | 38/9                                 |                                      |
| 2000/2001                            | 26/3                                 | 11/1                                 | 1/1                                  | 38/5                                 |                                      |
| 2001/2002                            | 8/0                                  | 4/2                                  | 1/1                                  | 13/3                                 |                                      |
| Разом                                | 105/16                               | ?/?                                  | ?/?                                  | 196/52                               |                                      |

### «Бордо»
Савіо мав французький паспорт та давно мріяв вивчити французьку мову і бульше дізнатися про культуру своїх предків. У «Бордо» Савіо отримав нарешті ту ігрову практику, якої йому в останні сезони не вистачало в Мадриді. У своєму першому сезоні за «Бордо» Савіо забив 7 м'ячів в 27 матчах чемпіонату Франції 2002/03, а його клуб зайняв четверте місце в чемпіонаті, яке дає право виступати в кубку УЄФА.
Після закінчення сезону у Франції у Савіо закінчувався контракт з мадридським «Реалом». Савіо надходили пропозиції від англійського «Ліверпуля» і від «Бордо», який бажав залишити футболіста у себе. Савіо цілком міг залишитися у Франції, але він вирішив повернутися в Іспанію, отримавши пропозицію від «Сарагоси», яка повернулася в елітний іспанський дивізіон, з якою Савіо 24 липня 2003 року підписав дворічний контракт.
| Сезон     | Чемпіонат Франції Матчі/Голи | Кубок Франції Матчі/Голи | Всього Матчі/Голи |
| 2002/2003 | 27/7                         | 10/0                     | 37/7              |

### «Реал Сарагоса»
Довгий час після переїзду до Іспанії сім'я Савіо жила в готелі «Рейно де Арагон» в місті Сарагоса. Пізніше Савіо підшукав будинок для себе і школу для своїх дітей.
У «Сарагосі» Савіо знадобився деякий час, щоб влитися в колектив та зігратися з партнерами по команді. Бразилець подолав усі труднощі та поступово став лідером команди. 29 зіграних офіційних матчів, два забиті голи і безліч відданих результативних пасів стали відмінним підсумком його дебютного сезону.
2004 року «Сарагоса» виграла кубок Іспанії, здолавши колишній клуб Савіо, мадридський «Реал», в додатковий час з рахунком 3:2, Савіо відмінно відіграв фінальний матч, на ньому мадридці заробили дві жовті картки, і він віддав гольову передачу на Дані Гарсію. В чемпіонаті 2003/04 «Сарагоса» за підсумками сезону посіла лише 12-е місце, але отримала путівку в Кубок УЄФА як переможець Кубка Іспанії.
У своєму наступному сезоні 2004/05 Савіо вже після восьми турів забив чотири м'ячі. Сам бразилець, якого іспанська преса охрестила сарагоським «галактико», не приховував радості з приводу своєї хорошої форми та сподівався її зберегти до кінця сезону. «Сарагоса» відмінно почала сезон: арагонці вперше в історії взяли Суперкубок Іспанії, всупереч всім прогнозам здолавши чемпіонів Іспанії «Валенсію». Причому мало хто вірив в успіх арагонцев після поразки 0:1 у домашньому матчі на «Ромареді». Але «Сарагоса» розвіяла всі сумніви, здолавши «Валенсію» в гостях, на їх стадіоні «Месталья», 3:1. Савіо, відзначившись гольовою передачею, став одним з героїв того матчу.
У чемпіонаті ж «Сарагоса» зав'язла внизу турнірної таблиці, зате в кубку УЄФА справи йшли найкраще, на груповій стадії «Сарагоса» здолала «Утрехт» 2:0, і «Дніпро» 1:0, програла віденській «Аустрії» 0:1, ще один матч, з бельгійським клубом «Брюгге», завершився внічию 1:1.
В 1/16 кубка УЄФА «Сарагоса» потрапила на турецький «Фенербахче». У першому матчі арагонці перемогли 1:0, Савіо провів на полі всі 90 хвилин. У матчі-відповіді в Іспанії «Сарагоса» перемогла 2:1, другий м'яч у складі «Сарагоси» на 71-й хвилині забив Савіо. В 1/8 «Сарагосі» належало зустрітися з австрійською «Аустрією» з Відня, з якою арагонці вже грали на груповій стадії. Обидва матчі закінчилися внічию: 1:1 в гостях і 2:2 вдома, в першому матчі м'яч в ворота «Аустрії» на свій рахунок записав Савіо на 74-й хвилині. У другому матчі арагонці, програючи по ходу 0:2, змогли зрівняти рахунок (відзначилися Давід Вілья та Лусіано Галлетті), але це не допомогло «Сарагосі», за сумою двох зустрічей за рахунок гола на чужому полі в 1/4 фіналу пройшла «Аустрія». В чемпіонаті арагонці не змогли поліпшити показники сезону 2003/2004, зайнявши все те ж 12-е місце.
У своєму останньому сезоні 2005/06 за «Сарагосу» Савіо провів практично весь сезон, відігравши 30 матчів і забивши 4 м'ячі. Перший з них був забитий у матчі з «Осасуною», що закінчився перемогою «Сарагоси» 3:1. Другий — через 29 турів, в матчі проти «Кадіса» на 20 хвилині, не допоміг арагонцям перемогти, оскільки ще до перерви з пенальті відзначився Лобос, а на початку другого тайму відзначився Павоні, і в підсумку «Сарагоса» зазнала домашньої поразки 1:2. У 37 турі, Савіо, забивши з пенальті на 69-й хвилині, допоміг своїй команді вдома крупно обіграти «Алавес» 3:0. Останній гол у складі «Сарагоси» Савіо провів у матчі 38 туру, проти «Мальорки», проте арагонці поступилися 3:1. У підсумку команда посіла лише одинадцяте місце в чемпіонаті Іспанії. Контракт з «Сарагосою» у Савіо діяв до 2007 року, але був розірваний 20 квітня 2006 року за обопільною згодою.
| Статистика виступів за «Реал Сарагосу» | Статистика виступів за «Реал Сарагосу» | Статистика виступів за «Реал Сарагосу» | Статистика виступів за «Реал Сарагосу» | Статистика виступів за «Реал Сарагосу» | Статистика виступів за «Реал Сарагосу» |
| -------------------------------------- | -------------------------------------- | -------------------------------------- | -------------------------------------- | -------------------------------------- | -------------------------------------- |
| Сезон                                  | Чемпіонат Іспанії Матчі/Голи           | Кубок Іспанії Матчі/Голи               | Суперкубок Іспанії Матчі/Голи          | Кубок УЄФА Матчі/Голи                  | Всього Матчі/Голи                      |
| 2003/2004                              | 29/2                                   | 7/2                                    | 0/0                                    | 0/0                                    | 36/4                                   |
| 2004/2005                              | 36/8                                   | 7/3                                    | 2/ 0                                   | 9/4                                    | 54/15                                  |
| 2005/2006                              | 30/4                                   | 11/6                                   | 0/0                                    | 0/0                                    | 41/10                                  |
| Разом                                  | 95/14                                  | 25/11                                  | 2/0                                    | 9/4                                    | 131/21                                 |

### «Фламенгу»
Ставши вільним агентом, Савіо вирішив повернутися до Бразилії, в свій рідний «Фламенгу», де починав свою кар'єру. Однак він нерегулярно потрапляв до складу, відігравши всього 10 матчів. Наприкінці того ж таки 2006 року Савіо вирішив скористатися пропозицією іспанського клубу «Реал Сосьєдад», в який перейшов на правах оренди, основні права на футболіста належали «Фламенгу».
| Статистика виступів за «Фламенгу» | Статистика виступів за «Фламенгу» | Статистика виступів за «Фламенгу» | Статистика виступів за «Фламенгу» | Статистика виступів за «Фламенгу» | Статистика виступів за «Фламенгу» |
| --------------------------------- | --------------------------------- | --------------------------------- | --------------------------------- | --------------------------------- | --------------------------------- |
| Сезон                             | Чемпіонат Бразилії Матчі/Голи     | Кубок Бразилії Матчі/Голи         | Ліга Каріока Матчі/Голи           | Всього Матчі/Голи                 |                                   |
| 2006                              | 10/0                              | 0/0                               | 0/0                               | 10/0                              |                                   |

### Повернення в Іспанію
«Реал Сосьєдад» в перерві чемпіонату придбав двох гравців, сподіваючись поліпшити атакуючу силу команди («Сосьєдад» забив до того моменту всього 12 м'ячів в 17 матчах чемпіонату Іспанії): був куплений 23-річний аргентинський нападник «Сан-Лоренсо» Херман Ерреро, а також взятий в оренду Савіо. Перейшовши в стан одного з середняків іспанського чемпіонату, Савіо непогано провів другу частину чемпіонату, відігравши 18 матчів та забивши 5 м'ячів. Однак команда за підсумками сезону 2006/2007 покинула іспанську Прімеру, зайнявши підсумкове 19-е, передостаннє, місце.
Провівши в команді «Реал Сосьєдад» шість місяців, Савіо вирішив залишитися в Іспанії, підписавши дворічний контракт з «Леванте», Права на футболіста були викуплені «Леванте» у «Фламенго».
у «Леванте» Савіо не заграв, провівши лише 12 матчів в сезоні. Його дебют за «Леванте» відбувся в матчі 1 туру чемпіонату Іспанії, 26 серпня 2007 року, проти «Мальорки», що закінчився розгромною поразкою «Леванте» 3:0. У кубку Іспанії, «Леванте» пройшов «Альмерію» 2:1 і 1:1, але в наступний стадії програв «Хетафе» 3:0 на виїзді і 1:0 у домашньому матчі (до часу, коли був зіграний домашній матч, Савіо в команді вже не було).
Команда, яка в підсумку посіла останнє місце в сезоні 2007/08, розірвала 10 січня 2008 року контракт з Савіо з обопільної згоди, Савіо погодився заплатити неустойку за розрив контракту.
| Сезон     | Чемпіонат Іспанії Матчі/Голи | Кубок Іспанії Матчі/Голи | Всього Матчі/Голи |
| 2006/2007 | 18/5                         | 1/0                      | 19/5              |

| Сезон     | Чемпіонат Іспанії Матчі/Голи | Кубок Іспанії Матчі/Голи | Всього Матчі/Голи |
| 2007/2008 | 12/0                         | 0/ 0                     | 12/0              |

### «Деспортіва Капішаба»
2008 року 34-річний Савіо вирішив остаточно повернутися до Бразилії та приєднався до клубу «Деспортіва Капішаба», який виступав в чемпіонаті штату Еспіріту-Санту. Савіо провів за клуб 9 матчів та забив 6 м'ячів, а також відзначився двома гольовими передачами.

### «Анортосіс»
У серпні 2008 року Савіо підписав контракт з кіпрським «Анортосісом», який на той момент виступав в Лізі чемпіонів 2008/2009. Савіо дебютував у складі «Анортосиса» 23 серпня 2008 року в матчі суперкубка Кіпру проти клубу АПОЕЛ. Дебют видався не надто вдалим: матч завершився поразкою «Анортосиса» з рахунком 0:1, сам Бортоліні провів на полі всього 55 хвилин. 1 вересня 2008 Бортоліні зіграв у матчі першого туру чемпіонату Кіпру проти клубу АПЕП, в першій же своїй грі в чемпіонаті Савіо відзначився забитим м'ячем на 56-ой хвилині, пізніше Савіо був замінений на 77-ой хвилині, а його команда в підсумку здобула впевнену перемогу з рахунком 3:0. 16 вересня 2008 року Савіо дебютував за «Анортосіс» в матчі групового турніру Ліги чемпіонів 2008/2009 проти німецького «Вердера», Бортоліні відіграв весь матч, а його команда змогла зіграти внічию 0:0.

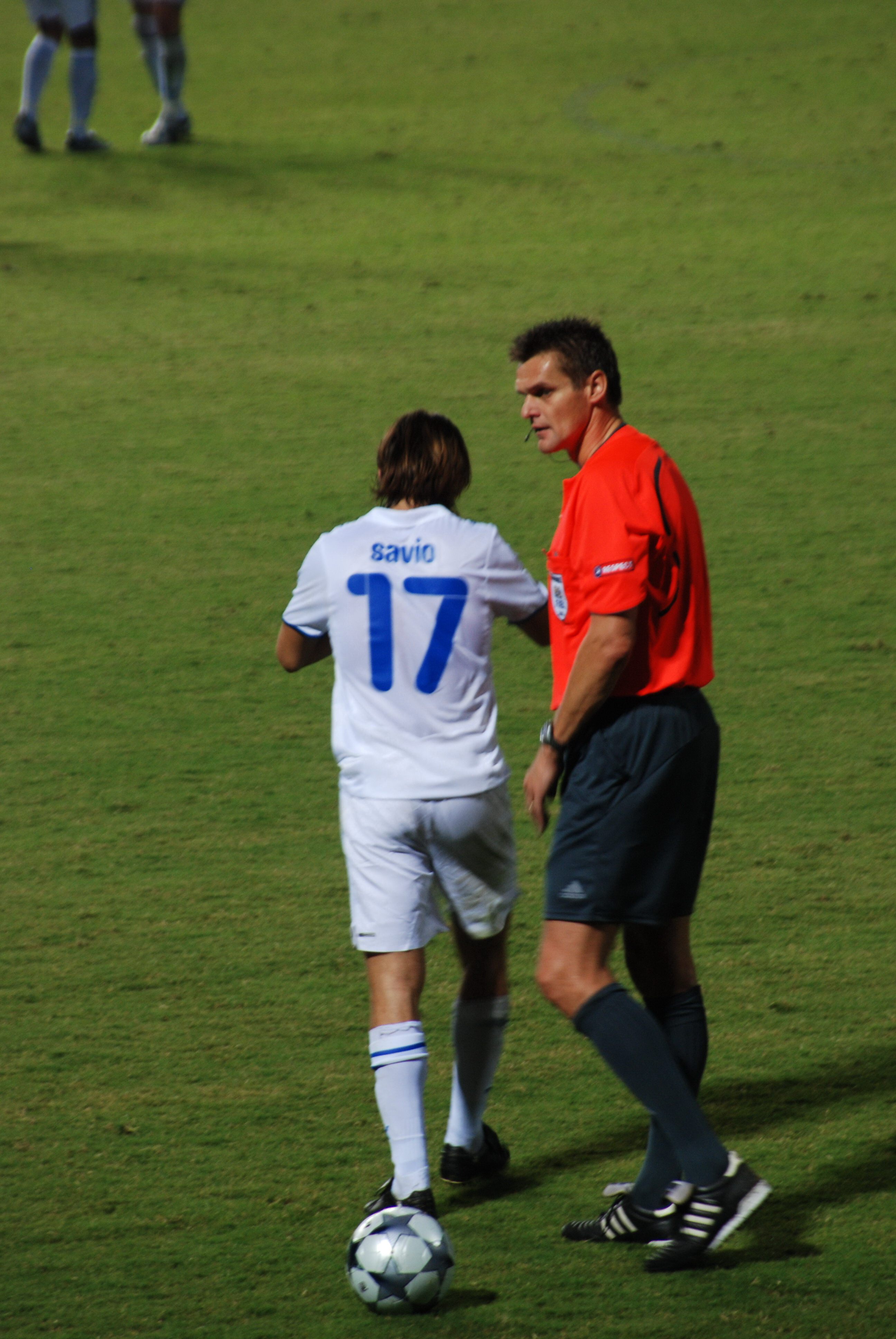
Савіо під час матчу Ліги чемпіонів проти грецького «Панатінаїкоса» 1 жовтня 2008.

1 жовтня 2008 року Савіо був названий найкращим гравцем другого матчу групового турніру Ліги чемпіонів проти грецького «Панатінаїкоса». Уже на 11 хвилині «Анортосіс» повів у рахунку після автоголу Хосу Сарріегі, а через чотири хвилини Синиша Добрашинович з передачі Савіо збільшив перевагу кіпрського клубу до двох м'ячів. «Панатінаїкос» ще в першому таймі скоротив рахунок у матчі до одного м'яча, з пенальті на 28-ой хвилині відзначився Дімітріс Салпінгідіс. У другому таймі на 78 хвилині матчу з подачі кутового, виконаного Савіо, третій м'яч у ворота «Панатінаїкоса» забив Хавар Мулла Мохаммед. У підсумку «Анортосіс» здобув історичну перемогу над грецьким «Панатінаїкосом» з рахунком 3:1.
18 жовтня 2008 Савіо провів свій п'ятий матч в чемпіонаті Кіпру проти клубу АЕП, відігравши всі 90 хвилин, а його команда вперше з початку чемпіонату не змогла виграти матч, до цього «Анортосіс» здобув чотири перемоги в перших чотирьох матчах, але і після нічиєї клуб все одно продовжував лідирувати в чемпіонаті.
Обігравши «Панатінаїкос», «Анортосісу» 22 жовтня 2008 в третьому матчі Ліги чемпіонів належало зустрінеться з італійським «Інтернаціонале». В Мілані у Савіо і його клубу були всі шанси зіграти з «Інтером» внічию, але в підсумку «Анортосіс» програв з рахунком 1:0, єдиний м'яч за «Інтер» забив Адріано на 43-й хвилині. У наступному матчі проти «Інтера» на Кіпрі 4 листопада 2008 року, в якому Савіо участі не брав, «Анортосіс» зіграв внічию з рахунком 3:3. Свій перший м'яч в Лізі чемпіонів за «Анортосіс» Савіо забив 26 листопада 2008 року в матчі п'ятого туру проти бременського «Вердера». Перший тайм завершився нульовою нічиєю, у другому ж таймі футболісти «Анортосіса» змогли вийти вперед, Савіо подав кутовий, а нападник Нікос Николау завершив цей навіс забитим м'ячем. Через шість хвилин забив вже сам Савіо, а через дві хвилини його замінив Георгіос Панагі. Після уходу Савіо з поля «Анортосіс» пропустив двічі та зіграв з німецьким клубом внічию 2:2.
У матчі 12 туру чемпіонату Кіпру проти клубу АПОЕЛ, що відбувся 5 грудня 2008 року, Савіо отримав травму коліна і був змушений покинути поле на 11-й хвилині матчу. Через кілька днів Бортоліні була зроблена артроскопічна операція на коліні, відновлення після операції зайняло близько місяця. Через травму Савіо не зміг взяти участі в останньому матчі групового турніру Ліги чемпіонів проти «Панатінаїкоса», в якому греки зуміли обіграти кіпрський клуб з рахунком 1:0. Після цієї поразки клуб Савіо зайняв останнє місце в групі та вибув з подальшої боротьби в єврокубках.
Після місячної відсутності з причини травми, Савіо знову з'явився на полі 25 січня 2009 року в матчі 19 туру чемпіонату Кіпру проти «Омонії». Савіо відіграв весь другий тайм і відзначився забитим м'ячем на 48 хвилині, але в підсумку його команда зазнала домашньої поразки з рахунком 1:2. В трьох наступних турах Савіо участі не брав, а в матчі 23 туру чемпіонату Кіпру проти «Аполлона», що завершився перемогою «Анортосіса» з рахунком 2:1, Савіо знову отримав травму, яка не дозволила йому взяти участь в останніх матах чемпіонату, за підсумками якого «Анортосіс» зайняв третє місце, яке дає право брати участь на наступний сезон в розіграші Ліги чемпіонів сезону 2009/2010. У своєму дебютному сезоні за «Анортосіс» Савіо в чемпіонаті Кіпру провів 16 матчів та забив 4 м'ячі, а також віддав дві результативні передачі. 30 травня 2009 року контракт Савіо з клубом закінчився, і він покинув команду
| Статистика виступів за «Анортосіс» | Статистика виступів за «Анортосіс» | Статистика виступів за «Анортосіс» | Статистика виступів за «Анортосіс» | Статистика виступів за «Анортосіс» | Статистика виступів за «Анортосіс» |
| ---------------------------------- | ---------------------------------- | ---------------------------------- | ---------------------------------- | ---------------------------------- | ---------------------------------- |
| Сезон                              | Чемпіонат Кіпру Матчі/Голи         | Кубок Кіпру Матчі/Голи             | Суперкубок Кіпру Матчі/Голи        | Ліга чемпіонів Матчі/Голи          | Всього Матчі/Голи                  |
| 2008/2009                          | 16/4                               | 1/1                                | 1/0                                | 5/1                                | 23/6                               |
| Разом                              | 16/4                               | 1/1                                | 1/0                                | 5/1                                | 23/6                               |

### «Аваї»
Завершив професійну ігрову кар'єру у клубі «Аваї», за команду якого виступав протягом сезону 2010 року.

## Виступи за збірну
3 березня 1994 року дебютував в офіційних іграх у складі національної збірної Бразилії в товариському матчі проти збірної Ісландії, що закінчився перемогою бразильців 3:0.
У складі збірної був учасником розіграшу Кубка Америки 1995 року в Уругваї, де разом з командою здобув «срібло», зігравши у 5 матчах на турнірі.
1996 року на Кубку КОНКАКАФ Савіо в складі збірної дійшов також до фіналу турніру, де бразильці поступилися збірній Мексики 0:2. Савіо на турнірі забив 3 м'ячі і зайняв другий рядок у списку бомбардирів турніру, поділивши її з Кайо та Луїсом Гарсією.
Того ж року в складі олімпійської збірної Бразилії Савіо завоював бронзову медаль на Олімпійських іграх, що проходили в американському місті Атланта (основні матчі футбольного турніру Ігор проходили в Маямі).
Протягом кар'єри у національній команді провів у формі головної команди країни 21 матч, забивши 4 голи.

### Усі матчі за збірну
| Матчі Савіо за збірну Бразилії | Матчі Савіо за збірну Бразилії | Матчі Савіо за збірну Бразилії | Матчі Савіо за збірну Бразилії | Матчі Савіо за збірну Бразилії | Матчі Савіо за збірну Бразилії |
| ------------------------------ | ------------------------------ | ------------------------------ | ------------------------------ | ------------------------------ | ------------------------------ |
| №                              | Дата                           | Опонент                        | Рахунок                        | Голи Савіо                     | Змагання                       |
| 1                              | 3 квітня 1994                  | Ісландія                       | 3-0                            | -                              | Товариський матч               |
| 2                              | 23 грудня 1994                 | Югославія                      | 2-0                            | -                              | Товариський матч               |
| 3                              | 22 лютого 1995                 | Словаччина                     | 5-0                            | -                              | Товариський матч               |
| 4                              | 29 березня 1995                | Гондурас                       | 1-1                            | -                              | Товариський матч               |
| 5                              | 29 червня 1995                 | Польща                         | 2-1                            | -                              | Товариський матч               |
| 6                              | 7 липня 1995                   | Еквадор                        | 1-0                            | -                              | Кубок Америки                  |
| 7                              | 10 липня 1995                  | Перу                           | 2-0                            | -                              | Кубок Америки                  |
| 8                              | 13 липня 1995                  | Колумбія                       | 3-0                            | -                              | Кубок Америки                  |
| 9                              | 17 липня 1995                  | Аргентина                      | 2-2                            | -                              | Кубок Америки                  |
| 10                             | 20 липня 1995                  | США                            | 1-0                            | -                              | Кубок Америки                  |
| 11                             | 9 серпня 1995                  | Японія                         | 5-1                            | 1                              | Товариський матч               |
| 12                             | 12 серпня 1995                 | Південна Корея                 | 1-0                            | -                              | Товариський матч               |
| 13                             | 27 вересня 1995                | Румунія                        | 2-2                            | 1                              | Товариський матч               |
| 14                             | 11 жовтня 1995                 | Уругвай                        | 2-0                            | -                              | Товариський матч               |
| 15                             | 20 грудня 1995                 | Колумбія                       | 3-1                            | -                              | Товариський матч               |
| 16                             | 12 січня 1996                  | Канада                         | 4-1                            | 1                              | Золотий кубок КОНКАКАФ         |
| 17                             | 14 січня 1996                  | Гондурас                       | 5-0                            | 1                              | Золотий кубок КОНКАКАФ         |
| 18                             | 18 січня 1996                  | США                            | 1-0                            | 1                              | Золотий кубок КОНКАКАФ         |
| 19                             | 21 січня 1996                  | Мексика                        | 0-2                            | -                              | Золотий кубок КОНКАКАФ         |
| 20                             | 11 лютого 1996                 | Болгарія                       | 2-0                            | 2                              | Товариський матч               |
| 21                             | 13 лютого 1996                 | Україна                        | 1-0                            | 1                              | Товариський матч               |
| 22                             | 18 лютого 1996                 | Перу                           | 4-1                            | 2                              | Передолімпійський турнір       |
| 23                             | 21 лютого 1996                 | Парагвай                       | 3-1                            | -                              | Передолімпійський турнір       |
| 24                             | 23 лютого 1996                 | Болівія                        | 3-1                            | -                              | Передолімпійський турнір       |
| 25                             | 27 лютого 1996                 | Уругвай                        | 0-0                            | -                              | Передолімпійський турнір       |
| 26                             | 1 березня 1996                 | Венесуела                      | 5-0                            | 2                              | Передолімпійський турнір       |
| 27                             | 3 березня 1996                 | Уругвай                        | 3-1                            | -                              | Передолімпійський турнір       |
| 28                             | 6 березня 1996                 | Аргентина                      | 2-2                            | 1                              | Передолімпійський турнір       |
| 29                             | 27 березня 1996                | Гана                           | 9-2                            | 1                              | Товариський матч               |
| 30                             | 24 квітня 1996                 | ПАР                            | 3-2                            | -                              | Товариський матч               |
| 31                             | 22 травня 1996                 | Хорватія                       | 1-1                            | 1                              | Товариський матч               |
| 32                             | 14 липня 1996                  | Збірна зірок світу             | 2-1                            | -                              | Товариський матч               |
| 33                             | 21 липня 1996                  | Японія                         | 0-1                            | -                              | Олімпійські ігри               |
| 34                             | 23 липня 1996                  | Угорщина                       | 3-1                            | -                              | Олімпійські ігри               |
| 35                             | 25 липня 1996                  | Нігерія                        | 1-0                            | -                              | Олімпійські ігри               |
| 36                             | 31 липня 1996                  | Нігерія                        | 3-4                            | -                              | Олімпійські ігри               |
| 37                             | 9 жовтня 1996                  | Нідерланди                     | 2-2                            | -                              | Товариський матч               |
| 38                             | 28 червня 2000                 | Уругвай                        | 1-1                            | -                              | Відбіркові матчі ЧС-2002       |

Разом: 38 матчів, 15 голів; 27 перемоги, 8 нічиїх, 3 поразок

## Титули і досягнення

### «Фламенгу»
- Чемпіон Бразилії: 1992
- Володар Кубка Бразилії: 2006
- Чемпіон штату Ріо-де-Жанейро: 1996 
  - Володар Кубка Гуанабара: 1995, 1996
  - Володар Кубка Ріо: 1996
  - Володар Золотого Кубка: 1996
  - Володар Кубка бразильських клубних чемпіонів світу: 1997

### «Реал Мадрид»
- Чемпіон Іспанії: 2000-01
- Володар Суперкубка Іспанії: 2001
- Переможець Ліги чемпіонів: 1997-98, 1999-00, 2001-02
- Володар Міжконтинентального Кубка: 1998
- Володар Кубка Сантьяго Бернабеу: 1999, 2000
- Володар Суперкубка УЄФА: 2002

### «Сарагоса»
- Володар Кубка Іспанії: 2003-04
- Володар Суперкубка Іспанії: 2004

### Збірна Бразилії
- Срібний призер Кубка Америки: 1995
- Бронзовий олімпійський призер: 1996
- Чемпіон передолімпійського турніру: 1996 (Аргентина)
- Срібний призер Кубка КОНКАКАФ: 1996

### Індивідуальні
- Найкращий бомбардир Золотого кубка: 1996 (3 голи)

## Особисте життя
Савіо одружений, його дружину звуть Сузана, у них троє дітей: Брено, Уго і Лукас. У Савіо є сестра і троє братів: Флавія, Веллінгтон, Родріго та Жуніор.